# Hegyescsőrű földipinty
A hegyescsőrű földipinty (Geospiza difficilis) a madarak (Aves) osztályának verébalakúak (Passeriformes) rendjébe, ezen belül a tangarafélék (Thraupidae) családjába tartozó faj.

## Rendszerezés
A besorolása vitatott, egyes rendszerezők a sármányfélék (Emberizidae) családjába sorolják.

## Alfajai
- Geospiza difficilis difficilis
- Geospiza difficilis debilirostris
- Geospiza difficilis septentrionalis[2]

## Előfordulása
Az Ecuadorhoz tartozó Galápagos-szigeteken endemikus madár. A természetes élőhelye szubtrópusi és trópusi száraz erdők és bokrosok. Állandó, nem vonuló faj.

## Megjelenése
Testhossza 10-15 centiméter, átlagos testtömege 16,15 gramm. A hegyescsőrű földipintynek nagy, éles csőre van, az állati táplálékra alkalmazkodott.

## Életmódja
A hegyescsőrű földipinty territoriális madár. Tápláléka rovarok és lárváik. Táplálékát a növényzetben vagy a talajon keresi. A hegyescsőrű földipinty néhány madártársához hasonlóan feltöri más madarak tojásait, és kiszívja belőlük a tápanyagot. A hegyescsőrű földipinty a Wolf-szigeten még vért is fogyaszt, amit a vedlésben lévő tengeri madarakból nyer. Addig csipkedi a madarak finom szárny- és farktollait, amíg elő nem buggyan a vörös testnedv.

## Szaporodása
A költési időszak az esőzésektől függ, többnyire január és május között van. A fészekalj 1-5, többnyire 3 halvány színű, barna pettyes tojásból áll. A kotlás 12 napig tart és csak a tojó végzi, de a hím ellátja táplálékkal. A fiókákat mindkét szülő eteti. A fiatal madarak 13-15 nap múlva repülnek ki.

## Rokon fajok
A Darwin-pintyekhez tartozik, közeli rokonságban áll a Galápagos-szigetek többi pintyével.